# Esperto

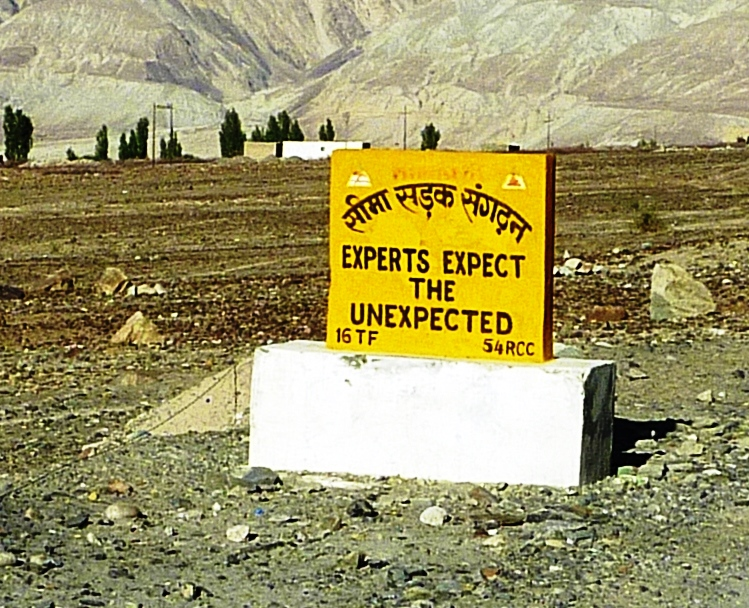
"Gli esperti si aspettano l'inaspettato."

Un esperto, nel senso di competente, è una persona alla quale, per motivo di professione oppure per una comunque acquisita competenza ed esperienza su una data materia, viene richiesto di fornire pareri scientifici su argomenti di dettaglio.
L'opposto di esperto è inesperto, anche conosciuto come neòfita, mentre dilettante è opposto di professionista, mentre qualcuno che occupa un grado inferiore di comprensione dell'argomento è conosciuto come tecnico e spesso utilizzato per assistere l'esperto.

## Descrizione generale
Una persona può essere un esperto in un campo e dilettante in un altro. Il concetto di esperto e di esperienza sono discussi nel campo dell'epistemologia sotto il nome di conoscenza esperta.
Nei campi specifici, la definizione di esperto è stabilita dal consenso degli altri specialisti e non è necessario per un individuo avere qualifiche professionali o accademiche per essere definito un esperto.
Per esempio un pastore con 50 anni di esperienza viene considerato esperto nell'ammaestrare cani o prendersi cura delle pecore. Un altro esempio dall'informatica si trova quando un sistema esperto addestrato dagli uomini può alle volte essere considerato un esperto e superare gli esseri umani in particolari compiti.
Il termine è largamente usato in modo informale, quando una persona viene qualificata come 'esperto' per sostenere il valore relativo della loro opinione, quando non ci sono criteri oggettivi per sapere quanto lo sia veramente.
La maggior parte dell'esperienza viene generalmente accumulata con l'avanzare del tempo, sebbene si possa esperire anche un singolo evento repentino. Il termine viene generalmente utilizzato in riferimento al cosiddetto know-how ovvero alla conoscenza procedurale, piuttosto che alla conoscenza proposizionale.
La storia del termine "esperienza" si allinea molto da vicino con il concetto di esperimento.
In filosofia, il termine è invece utilizzato spesso in riferimento alla "conoscenza empirica", ovvero "conoscenza a posteriori".  Si è soliti chiamare esperto una persona che abbia saputo trarre profitto dalle sue od altrui vicissitudini personali, migliorando così le sue capacità di decisione.
Le principali qualità degli esperti sembrano essere il notevole sviluppo delle abilità percettivo-attentive, la capacità di semplificare, quella di selezionare le situazioni dal punto di vista decisionale, una maggior creatività, il ricorso ad automatismi cognitivi, la capacità di reazione alle eccezioni a strategie.
Tra gli ostacoli che impediscono un valido processo di soluzione dei problemi (cioè il formarsi dell'esperto) figurano l'indecisione, l'abitudine (vale a dire la persistenza di una disposizione abituale verso una soluzione che magari è stata valida un tempo, ma non lo è più attualmente), l'incapacità di scorgere alternative.

## Immediatezza dell'esperienza
Un'esperienza è detta "di prima mano" quando è riportata direttamente da colui che l'ha compiuta (ad esempio, il testimone oculare di un certo accadimento). Nonostante la preziosità di un siffatto tipo di esperienza, esso non è esente dagli errori tipicamente provocati dalla percezione sensoriale e dall'interpretazione personale.
Un'esperienza di seconda mano, per contro, può possedere alcuni utili pregi: può esser stata verificata a partire dalle esperienze di più di una persona, e può così risentire delle reciproche correzioni offerte dal confronto di più punti di vista.
Quando l'esperienza comincia a essere di terza mano, la lontananza della fonte originale rende l'informazione poco affidabile, relegandola nel "sentito dire".

## Etimologia
Come ha notato il filosofo Michel Serres la saggezza multimillenaria delle lingue greco-latine ha forgiato il termine «esperienza» servendosi di due preposizioni: «ex» (= da),  che significa la partenza,  l'allontanamento, il distacco più o meno volontario dall'ambiente familiare, usuale o iniziale e «per», che designa il viaggio attraverso un ambiente, un mondo nuovo. L'esperienza significativa scaturisce da questo movimento duplice – intreccio di distacco e di peregrinazione – e comporta sempre dei rischi. Per questo il termine esperienza s'apparenta al termine "pericolo", con cui condivide una radice.
Anche l'espressione tedesca che designa l'esperienza –  Erfahrung – racchiude in sé il motivo del viaggio (Fahrt) e quindi la duplice idea della partenza e della peregrinazione.